# Santi Marcellino e Festo (Nápoly)
A Santi Marcellino e Festo egy nápolyi templom a város történelmi központjában. A 7. században alapították Szent Bazil rendi apácák számára. A 18. és 20. században restaurálták. Napjainkban zárva van a nagyközönség számára. Oltárát 1666-ban Dionisio Lazzari készítette. Kolostorát, melyben ma a Nápolyi II. Frigyes Egyetem székel, Giovanni Vincenzo Della Monica (1567–1595) építette, majd 1772-ben Luigi Vanvitelli restaurálta